# Бонго Ленге
Бонго Ленге (*д/н — бл. 1650) — 2-й н'їм (володар) держави Куба в 1640/1649—1650 роках.

## Життєпис
Був якимось родичем н'їма Шиаам аМбулу. Про нього відомостей обмаль: посів трон між 1640 і 1649 роками. Намагався продовжити розширення кордонів держави, але стикнувся з повстанням підвладних племен та заколотами в середині власного клану. Загинув або був повалений близько 1650 року. Трон посів Мголо Мбуш.